# Aladdin and His Wonderful Lamp (Popeye)
 (mai 2017).
Si vous disposez d'ouvrages ou d'articles de référence ou si vous connaissez des sites web de qualité traitant du thème abordé ici, merci de compléter l'article en donnant les références utiles à sa vérifiabilité et en les liant à la section « Notes et références ».
Pour plus de détails, voir Fiche technique et Distribution.
Aladdin and His Wonderful Lamp est un dessin animé de Popeye réalisé par Dave Fleischer, sorti en 1939. Il met en scène Popeye dans une histoire inspirée du conte traditionnel Aladin ou la Lampe merveilleuse.